# Raketenstation Thum
Die ehemalige Raketenstation Thum liegt nordöstlich von Thum, einem Ortsteil von Kreuzau, Nordrhein-Westfalen am Rand des ehemaligen Truppenübungsplatzes Drover Heide.

## Abschussbereich
Die ehemals militärische Anlage (Abschussbereich) aus dem Jahr 1962 ist von weitem an dem – früher rot-weißen – Stahlträgerturm erkennbar, der heute von Mobilfunknetzbetreibern genutzt wird und grau gestrichen ist. Zum Betrieb dieser Raketenstation gehörten zudem

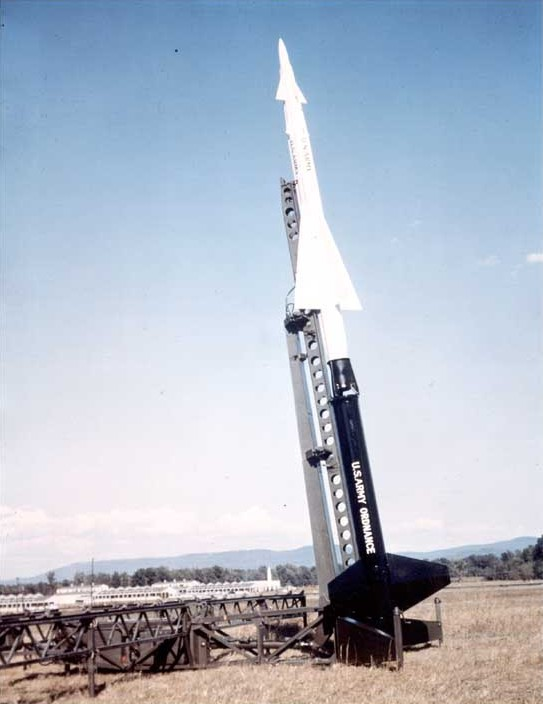
Nike Ajax

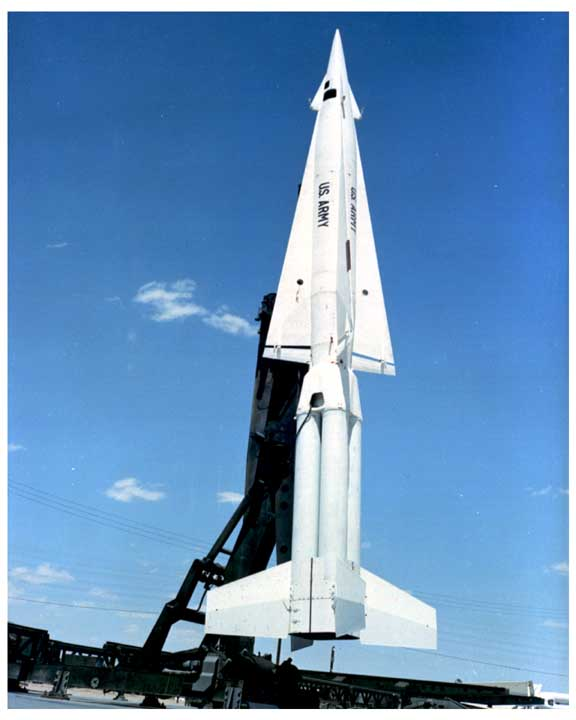
Nike Hercules

- Camp Bodart, Düren = Unterkunftsbereich
- Nideggen-Berg = Feuerleitbereich

## Nike-Ajax
Die Nike-Ajax-Launching-Area wurde vom belgischen Militär betrieben. Das Gelände umfasste eine Fläche von 632 Hektar. Die Nike-Ajax-Rakete war eine gelenkte Überschall-Flugabwehrrakete. Sie hatte einen zweistufigen Antrieb, verfügte über eine Reichweite von etwa 40 Kilometern und konnten in eine Höhe von etwa 20 Kilometern aufsteigen. Der Nachteil dieser Rakete war, dass sie nur konventionelle Sprengköpfe transportieren konnte und außerdem teilweise mit gefährlichem Flüssigtreibstoff betankt werden musste.

## Nike Hercules
Etwa ab 1966 wurde in unmittelbarer Nachbarschaft eine neue Feuerstellung für die moderneren Nike-Hercules-Raketen errichtet. Diese erreichten mit einem vierstufigen Antrieb eine Reichweite von 130 Kilometern und eine Höhe von 30 Kilometern. Durch die Verwendung von festem Brennstoff entfiel die gefährliche Betankung. Die Nike Hercules konnte außerdem nun auch atomare Sprengköpfe transportieren. Mit der neuen Raketenart zogen auch Amerikaner in die Stellung ein, die dort atomare Sprengköpfe lagerten. Die Belgier sicherten nun nur noch das Gelände in einem äußeren Ring.
Für die in der Stellung Thum stationierten Flugabwehrraketen vom Typ Nike waren Atomsprengköpfe in zwei Versionen verfügbar, die kleinere mit der Bezeichnung B-XS hatte eine Sprengkraft von zwei Kilotonnen, die größere B-XL besaß ursprünglich 40 Kilotonnen Sprengkraft. Letztere wurden in den 1970er Jahren gegen Sprengköpfe zu 20 Kilotonnen ausgetauscht. Maximal waren je Stellung zehn Nuklear-Sprengköpfe vorhanden, acht mit der Stärke XS mit zwei Kilotonnen und zwei XL mit 40/20 Kilotonnen Sprengkraft.
Heute fand man von der Nike-Ajax-Stellung noch die vier Abschussflächen sowie zwei Bunker (Double-Section-Bunker), die sich jeweils zwischen zwei Abschussflächen befanden. Die angrenzende Nike-Hercules-Stellung war nicht frei zugänglich. 2019 wurden ein Wachturm, Gebäude, große betonierte Flächen und Wege abgerissen bzw. entfernt.

## Luftverteidigungssystem NADGE
In der Bundesrepublik Deutschland befanden sich 54 Batterien, von denen acht unter belgischem, vier unter niederländischem, 24 unter deutschem und 16 unter US-amerikanischem Befehl waren. Sie waren in das Luftverteidigungssystem NADGE (NATO Air Defense Ground Environment) der NATO integriert. Eine Batterie verfügte typischerweise über 30 Lenkflugkörper und neun Starteinrichtungen („Launcher“). Die Nike-Stellungen hatten einen mittleren Abstand von 30 Kilometern und lagen entlang der beabsichtigten Rückzugslinie der NATO-Truppen entlang des Rheins und des Nordseeküstenbereiches. Die Reichweite der Lenkflugkörper lag zwischen 30 und 150 Kilometer. Die meisten Nike-Systeme wurden im April 1974 aufgrund des SALT-1-Abkommens außer Dienst gestellt. Das Gelände gehört heute der Bundesrepublik Deutschland. Das Zauntor stand früher offen, wodurch das Gelände frei begehbar war.
Seit 7. Januar 2019 wurden fast alle Gebäude auf dem Gelände, auf dem 1,3 Hektar bebaut waren, abgebrochen. Lediglich drei Erdbunker blieben als Unterschlupf für Fledermäuse erhalten; 20 Gebäude und der Wachtturm fielen den Baggern zum Opfer. Das ehemalige Militärgelände wurde dann „entzäunt“ und dem Naturschutzgebiet Drover Heide wieder zugeschlagen. Eigentümer des Geländes ist die NRW-Stiftung.